# Anne Brigman

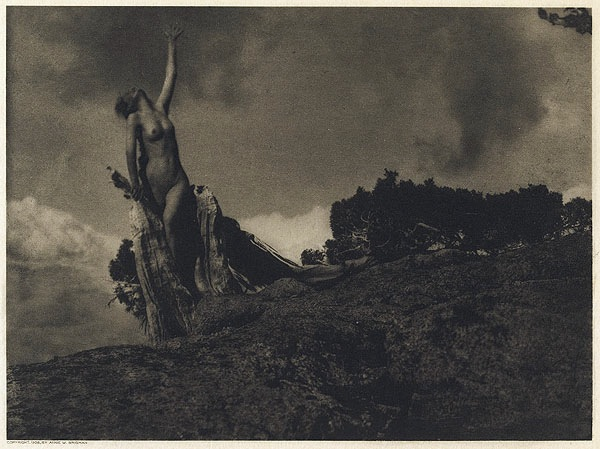
Brigman

Anne W. Brigman (nombre de soltera, Anne Wardrope Nott) fue una actriz, poeta y fotógrafa estadounidense nacida en Honolulu, Hawái el 3 de diciembre de 1869 y fallecida en Oakland (California), el 8 de febrero de 1950. Su obra destaca principalmente por fotografías de desnudos femeninos en entornos naturales con un alto nivel de expresividad. 

## Biografía
Nació en Hawái el 3 de diciembre de 1869, siendo la mayor de 8 hermanos.  A los 16 años se trasladó a California y en 1894 contrajo matrimonio con el capitán de barco Martin Brigman, con quien viajaría en varias ocasiones a los Mares del Sur.
Realizó estudios de pintura hasta que decidió pasarse a la fotografía en 1902, cuando contaba 33 años. En ese mismo año inaugura su primera exposición fotográfica en San Francisco (California).; y en dos años adquirió una importante reputación como maestra de la fotografía pictórica. 
En 1906 se convierte en miembro de Photo-Secession lo que le llevó a realizar una exposición en Nueva York y, en 1909, ganó una medalla de oro en la exposición de Alaska-Yukon, así como numerosos premios en Europa.
Su obra fue publicada en tres números de la revista Camera Work antes de 1917.

En 1910 se separó de su marido y pasó varios meses en Nueva York, regresando a la casa de sus padres en Oakland.

En 1915 trabajó con el fotógrafo Francis Bruguière en la Exposición Internacional Panamá Pacífico de fotografía.

En 1929 se trasladó a Long Beach (California), donde su obra se centró en la fotografía abstracta de las playas de Los Ángeles y la fotografía industrial. 

En 1930 se vio obligada abandonar la fotografía profesional debido a una enfermedad ocular, aunque continuo realizando fotografías hasta la década de los 40.

En 1941 escribió un libro de poemas ilustrados con fotografías, titulado Song of a Pagan, aunque debido a la Segunda Guerra Mundial no fue publicado hasta 1949, un año antes de su muerte.

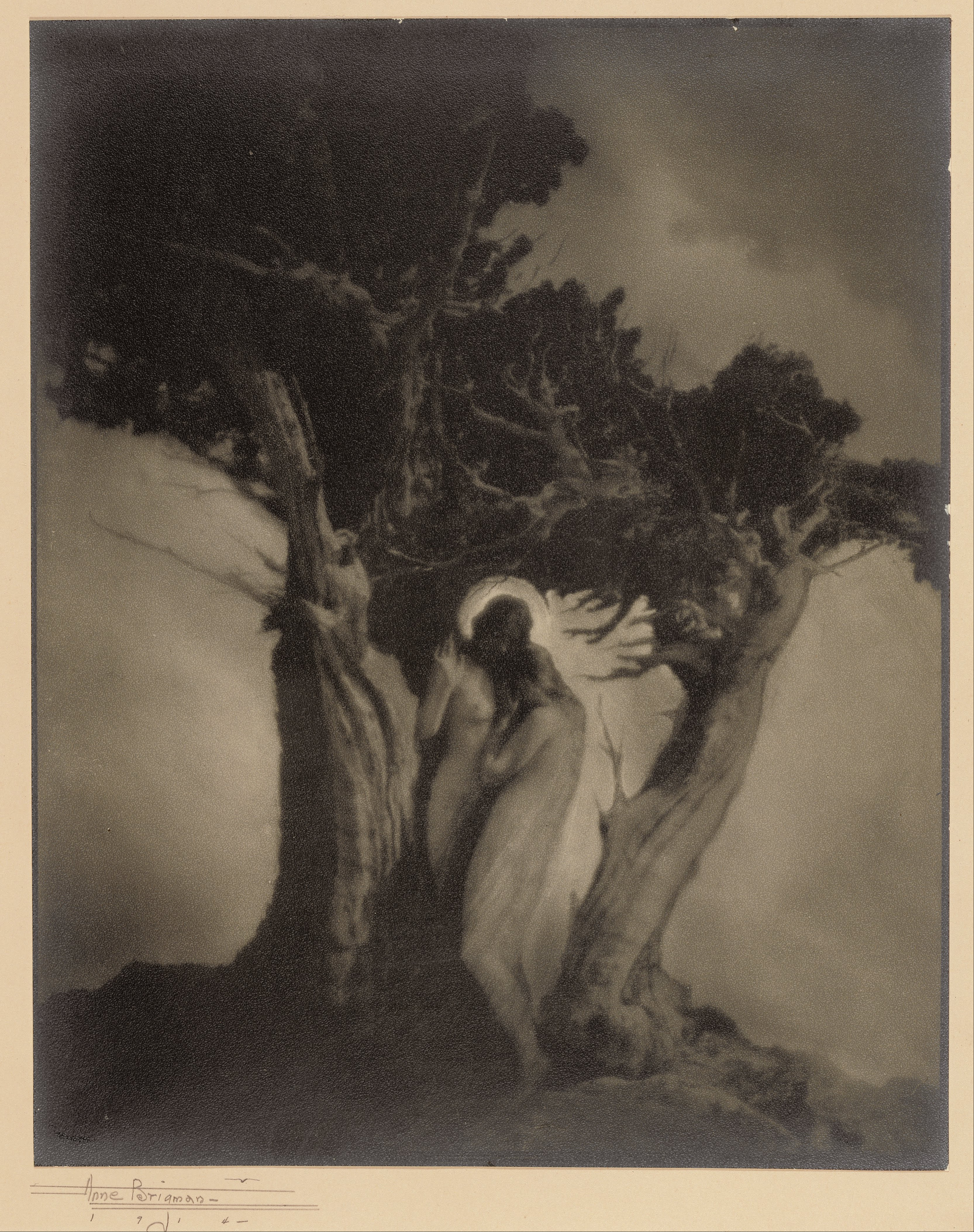
Anne W. Brigman (American - The Heart of the Storm - Google Art Project

## Obra
Su obra está caracterizada por el desnudo femenino, normalmente en entornos exteriores y de carácter dramático, con un fuerte sentimiento de unión hacia la naturaleza. 
Se trata de una fotografía muy cuidada en cuanto a detalles y con un alto grado de expresividad. En numerosas ocasiones era la propia Brigman la que posaba como modelo para sus fotografías.
Tuvo una fuerte influencia de Alfred Stieglitz, lo que la llevó a manipular con frecuencia sus negativos, superponer unos con otros y hasta usar numerosos utensilios como lápices y pintura sobre ellos para conseguir efectos más dramáticos.
Dentro de las técnicas que utilizaba estaban el fotograbado y la impresión sobre gelatina de plata.
La fotografía de Brigman representó la liberación femenina en un tiempo en el que el papel de la mujer en la fotografía se limitaba a posar como modelo frente a una cámara, aunque a finales del siglo XIX la fotografía pasó convertirse una de las pocas actividades artísticas permitidas para las mujeres.
A pesar de la notoriedad de su prestigio y al contrario que los fotógrafos de su época, Brigman nunca realizó ningún tipo de fotografía comercial.
El trabajo de Anne Brigman se encuentra en colecciones de numerosos museos de gran relevancia tales como el Museo de Arte Moderno de San Francisco, el Museo Metropolitano de Arte, el Museo Getty o el Museo de Oakland, entre otros.